# Чайчинецька сільська рада
Чайчине́цька сільська́ ра́да — адміністративно-територіальна одиниця та орган місцевого самоврядування в Лановецькому районі Тернопільської області. Адміністративний центр — село Чайчинці.

## Загальні відомості
- Територія ради: 2,64 км²
- Населення ради: 594 особи (станом на 2001 рік)
- Територією ради протікає річка Свинорейка

## Населені пункти
Сільській раді підпорядковані населені пункти:
- с. Чайчинці

## Склад ради
Рада складається з 15 депутатів та голови.
- Голова ради: Буднік Наталія Миколаївна
- Секретар ради: Словіковська Зіна Василівна

### Керівний склад попередніх скликань
| Прізвище, ім'я, по батькові     | Основні відомості                                                 | Дата обрання | Дата звільнення |
| ------------------------------- | ----------------------------------------------------------------- | ------------ | --------------- |
| Словіковський Петро Миколайович | Сільський голова, 1952 року народження, безпартійний              | 26.03.2006   | 31.10.2010      |
| Буднік Наталія Миколаївна       | Сільський голова, 1977 року народження, освіта вища, позапартійна | 15.05.2011   |                 |

Примітка: таблиця складена за даними сайту Верховної Ради України

### Депутати
За результатами місцевих виборів 2010 року депутатами ради стали:

#### За суб'єктами висування
| Суб'єкт висування                                       | Кількість обраних депутатів | %    |
| ------------------------------------------------------- | --------------------------- | ---- |
| Самовисування                                           | 7                           | 46,7 |
| Політична партія Всеукраїнське об'єднання «Батьківщина» | 6                           | 40   |
| Соціалістична партія України                            | 2                           | 13,3 |

#### За округами
| № округу                                                | Прізвище, ім'я, по батькові  | Дата визнання обраним | Освіта             | Партійна приналежність                        | Відомості про обраного депутата                          |
| ------------------------------------------------------- | ---------------------------- | --------------------- | ------------------ | --------------------------------------------- | -------------------------------------------------------- |
| Політична партія Всеукраїнське об'єднання «Батьківщина» |                              |                       |                    |                                               |                                                          |
| 1                                                       | Шмигун Галина Олексіївна     | 04.11.2010            | середня            | член Всеукраїнського об'єднання «Батьківщина» | Чайчинецька загальноосвітня школа І-ІІ ст., техпрацівник |
| 4                                                       | Денисюк Ольга Григорівна     | 04.11.2010            | вища               | позапартійна                                  | Чайчинецька загальноосвітня школа І-ІІ ст., вчитель      |
| 5                                                       | Швець Олег Володимирович     | 04.11.2010            | середня спеціальна | позапартійний                                 | тимчасово не працює                                      |
| 6                                                       | Базан Люба Євгенівна         | 04.11.2010            | середня            | член Всеукраїнського об'єднання «Батьківщина» | Відділення зв'язку, листоноша                            |
| 9                                                       | Васючка Алла Ярославівна     | 04.11.2010            | вища               | позапартійна                                  | Чайчинецький ДНЗ «Барвінок», завідувачка                 |
| 13                                                      | Батринчук Борис Леонідович   | 04.11.2010            | вища               | член Всеукраїнського об'єднання «Батьківщина» | ПСП агрофірма «Чайчинецька», голова                      |
| Соціалістична партія України                            |                              |                       |                    |                                               |                                                          |
| 12                                                      | Гунько Марія Петрівна        | 04.11.2010            | середня            | позапартійна                                  | Декретна відпустка по догляду за дитиною                 |
| 15                                                      | Мазур Володимир Стахович     | 04.11.2010            | середня            | позапартійний                                 | тимчасово не працює                                      |
| Самовисування                                           |                              |                       |                    |                                               |                                                          |
| 2                                                       | Биць Ігор Олексійович        | 04.11.2010            | середня            | позапартійний                                 | пенсіонер                                                |
| 3                                                       | Костюк Юрій Степанович       | 04.11.2010            | середня спеціальна | член Всеукраїнського об'єднання «Батьківщина» | тимчасово не працює                                      |
| 7                                                       | Словіковська Зіна Василівна  | 04.11.2010            | вища               | позапартійна                                  | Чайчинецька сільська рада, секретар                      |
| 8                                                       | Андрощук Іван Вікторович     | 04.11.2010            | середня спеціальна | позапартійний                                 | тимчасово не працює                                      |
| 10                                                      | Мельничук Олександр Іванович | 04.11.2010            | середня спеціальна | позапартійний                                 | Одноосібне ведення сільського господарства               |
| 11                                                      | Король Оксана Володимирівна  | 04.11.2010            | вища               | позапартійна                                  | Чайчинецька сільська рада, техпрацівник                  |
| 14                                                      | Жигайло Ольга Федорівна      | 04.11.2010            | вища               | позапартійна                                  | Чайчинецька сільська рада, бухгалтер                     |